# Collarino (armi)

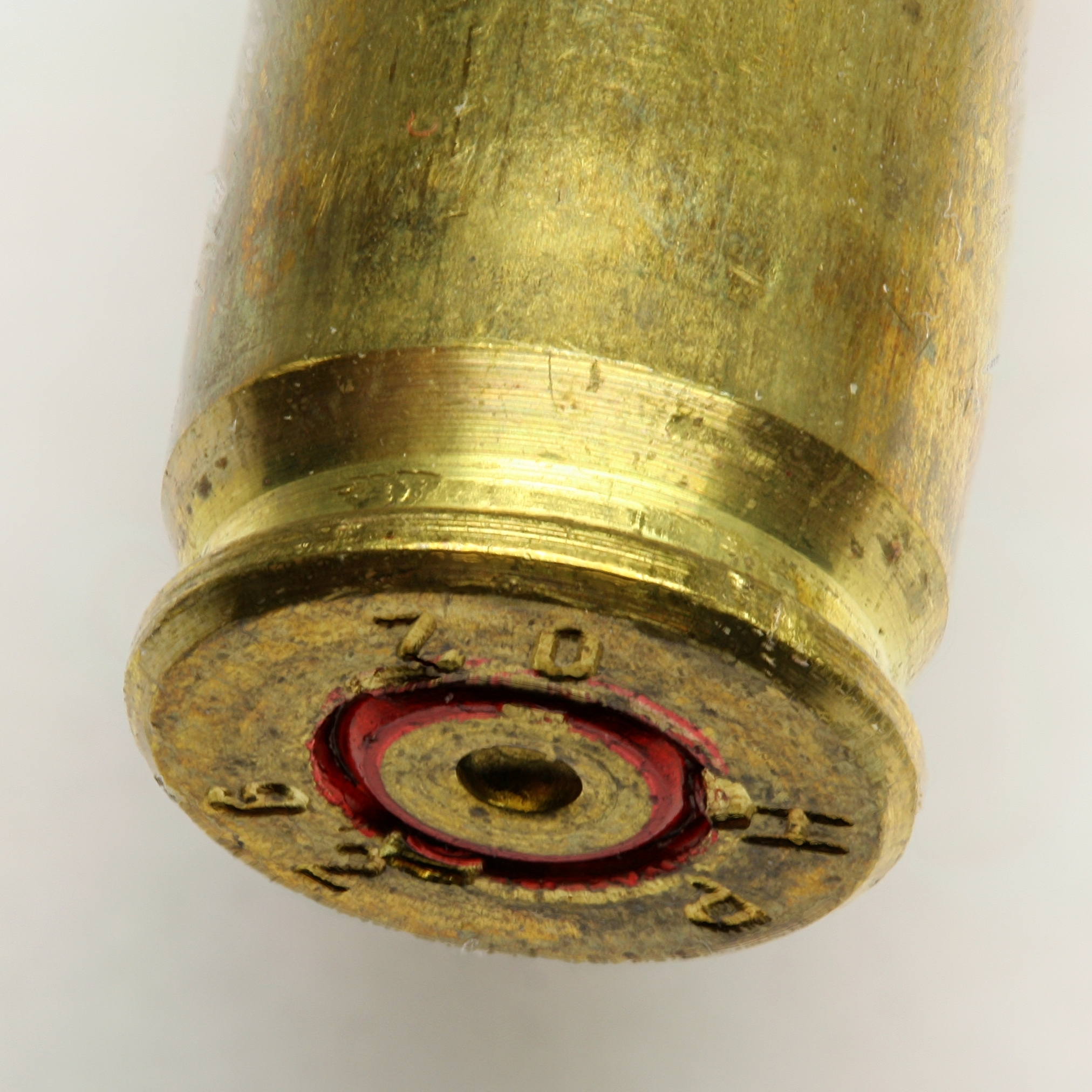
Il collarino di una cartuccia 5,56 NATO

Il collarino è la parte inferiore che circonda il fondello della cartuccia delle munizioni, e che viene agganciato dal estrattore per rimuovere il bossolo esploso, dalla culatta. A seconda del funzionamento dell'arma, il collarino può avere varie forme e dimensioni.

## Tipologie

### Belted
- Cinturata o a fondello rinforzato (belted) quando sopra la scanalatura è presente un cinturino o anello di battuta, per facilitare l'estrazione, è generalmente usato nelle cartucce magnum. Un esempio è la .270 Weatherby Magnum.

### Grooveless
Senza scanalatura e senza collarino (grooveless) completamente lisce fino al fondello, di forma fortemente conica, da essere usate senza estrattore. Furono usate per un breve periodo da alcune armi vendute dalla compagnia di Theodore Bergmann, come la 6,5 mm Bergmann e la Bergmann 1896 camerata in 5 mm, 6,5 mm e 8 mm. Il funzionamento si dimostrò tuttavia poco efficace e venne perciò abbandonato.

### Flangiata
Flangiata o orlata (rimmed) quando il collarino sporge dal diametro della cartuccia. Un esempio è la 7,62 × 54 mm R. Alcune armi da guerra, semiautomatiche o automatiche, camerano munizioni flangiate, per comodità di uso e di standardizzazione, come la Dragunov e PK con la 7,62 × 54 mm R. Alcune pistole come ad esempio la Desert Eagle possono camerare cartucce flangiate da .357 Magnum e .44 Magnum.

### Non flangiata
Non flangiata o non orlata (rimless) quando il collarino non sporge dal diametro del bossolo ma ha in evidenza una scanalatura o gola di estrazione. Un esempio è la 7,62 × 51 mm.
La maggior parte delle cartucce da guerra moderne sono rimless, come la 7,62 × 51 mm, perché questa assicura una migliore presa da parte dell'estrattore ed una maggiore fluidità di movimento specialmente in armi semiautomatiche ed automatiche. Essa può essere usata quasi solo per le pistole semiautomatiche (come la Beretta 92), ma per i revolver (come la Smith & Wesson 29) le cartucce con bordo sono ritenute più performanti, poiché altrimenti scivolerebbero dal tamburo. Il revolver Smith & Wesson 22, derivato dall'M1917, camera cartucce non flangiate .45 ACP.

### Semiflangiata
Semiflangiata (semirimmed) quando il collarino sporge dal diametro della cartuccia, ma è comunque presente una netta scanalatura. Un esempio è la 12,7 × 81 mm SR. Sempre con bordo sono le munizioni per fucile ad anima liscia come la calibro 12, mentre le munizioni da lanciagranate sono più spesso rimless (40 × 46 mm).

### Rebated Rim
Ribassata o a fondello ridotto (rebated rim) quando il diametro del fondello è inferiore al diametro del bossolo. Un esempio è la .50 Beowulf.

## Galleria d'immagini

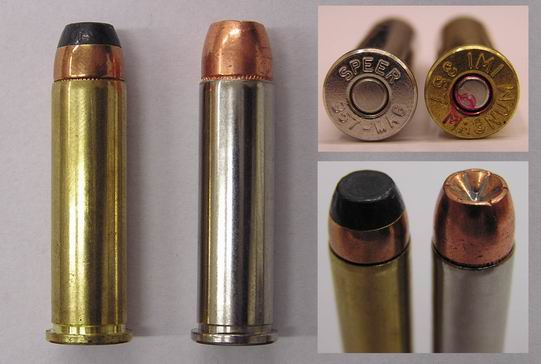
Un .357 Magnum per rivoltella, flangiato
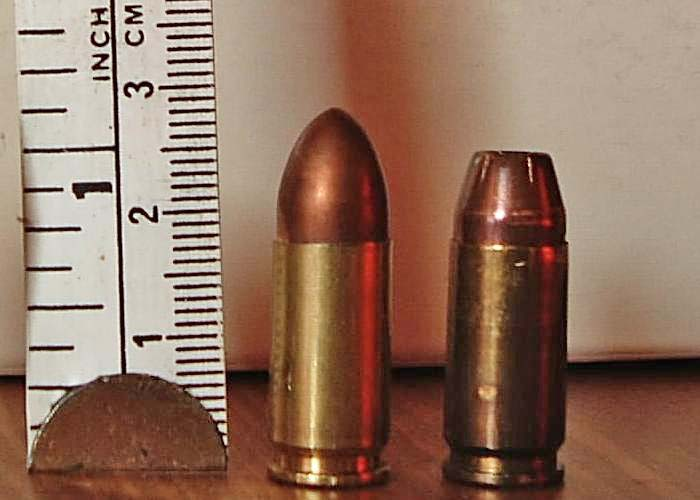
Un 9 × 19 mm Parabellum per pistola semiautomatica, non flangiato
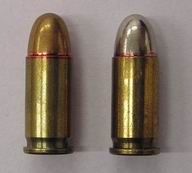
Un 7,65 × 17 mm Browning per pistola semiautomarica, semiflangiato
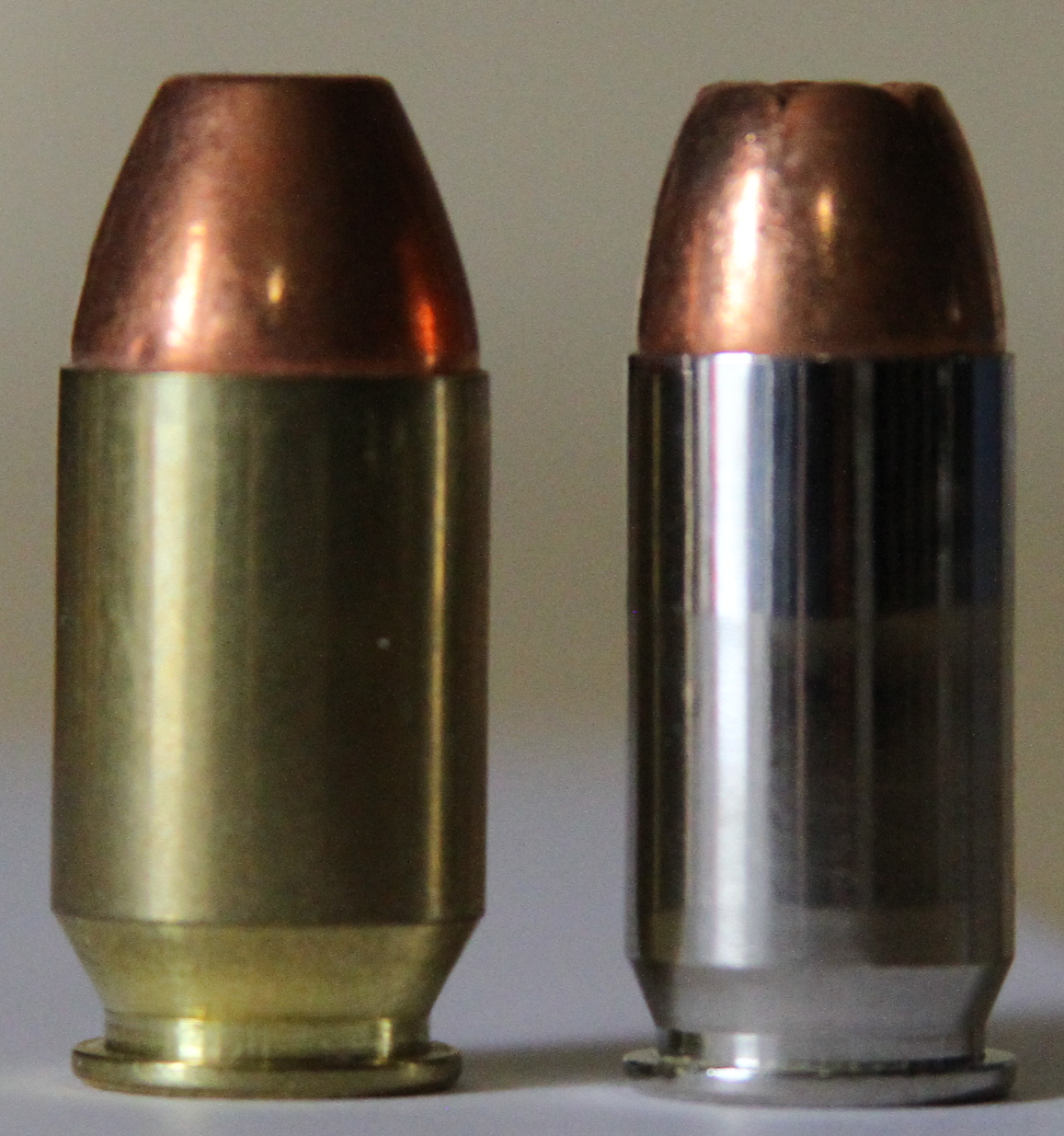
Un .50 GI (sinistra) e un .45 ACP (destra), per pistola semiautomatica, rispettivamente ribassato e non flangiato
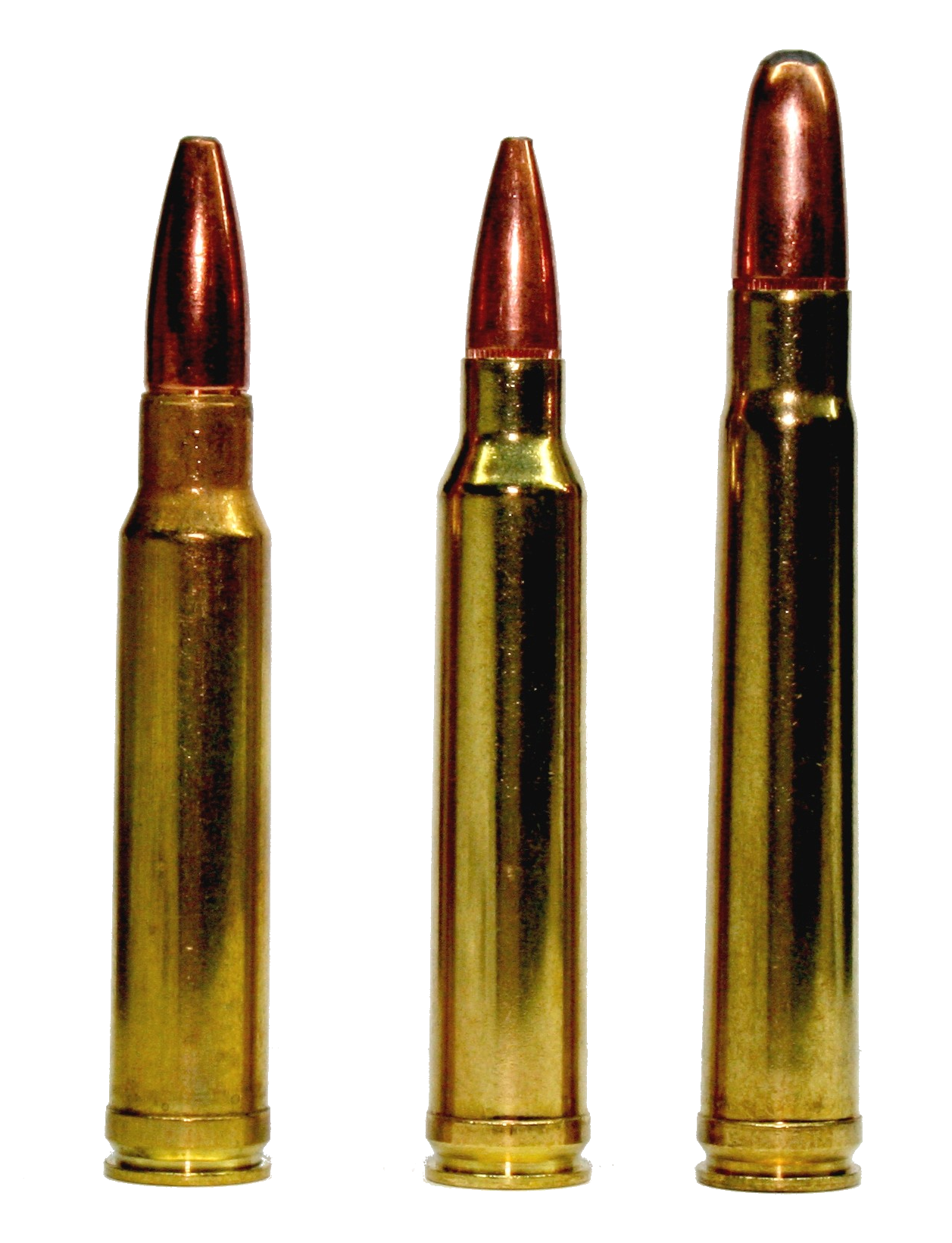
Da sinistra a destra: .338 Winchester Magnum, .300 Winchester Magnum e .375 Holland & Holland Magnum, per fucile, cinturati